# 아르바나시인
아르바나시인(알바니아어: Arbanasi, 아르바나시 방언: Arbëneshë)는 크로아티아 자다르 지역에 분포하여 있는 인구 집단으로, 게그 알바니어에서도 아르바나시 방언을 사용한다. 아르바나시는 크로아티아어로 알바니아인을 뜻하며, 자다르 교외 지역에 세워진 첫 아르바나시인 정착지를 지칭하기도 한다. 알바니아어 문학에서는 "자다르의 알바니아인들" (Arbëreshët e Zarës)이라 알려져 있다.

## 같이 보기
- 아르버레셔인
- 아르바니트인